# Far Cry (spelserie)
Far Cry är en datorspelsserie som är utvecklat av Crytek och distribuerat av Ubisoft. Spelen är av typen förstapersonsskjutspel som utspelas i tropisk djungelmiljö och bygger på Cryteks spelmotor Cry Engine.
Filmrättigheterna till spelet Far Cry köptes av Uwe Boll, och filmversionen hade biopremiär 2008. Far Cry var från början inte tänkt att bli ett färdigt spel utan var endast avsett att fungera som en demonstration av möjligheterna med grafikmotorn Cry Engine.

## Spel i serien

### Huvudserien
- Far Cry
- Far Cry 2
- Far Cry 3
- Far Cry 4
- Far Cry 5
- Far Cry 6

### Andra spel
- Far Cry Instincts: Predator
- Far Cry Instincts
- Far Cry Instincts: Evolution
- Far Cry: Vengeance
- Far Cry 3: Blood Dragon
- Far Cry Primal
- Far Cry: New Dawn